# Laddering
Laddering ist eine Interview-Methode in der Marktforschung, bei der durch gezieltes Nachfragen die Zusammenhänge zwischen Produktmerkmalen und deren subjektiv bedeutsamen Nutzen aufgedeckt werden soll.
Mit dem Begriff „Laddering“ beschreibt man eine sogenannte „kognitive Leiter“, die der Interviewer mit dem Befragten (zum Beispiel dem Konsumenten eines bestimmten Produktes) immer höher steigt. Dies geschieht, indem er Fragen zu einem Produkt als Fragekette in der Form „Warum ist das für Sie wichtig?“ stellt, um den subjektiven Wert herauszufinden, den ein Produktnutzen für den Konsumenten hat. So kann beispielsweise herausgefunden werden, warum ein Konsument ein Produkt stets in einer kleineren Verpackungseinheit kauft, obwohl das Produkt auch in Großpackungen verfügbar ist und dadurch preislich günstiger wäre. Für den Konsumenten überwiegt jedoch der Nutzen, den er durch die kleinere Verpackungseinheit erzielt (z. B.: Produkt verdirbt nicht so schnell) den Preisnachteil. 
Der Begriff wurde von Reynolds und Gutman in den 1980er Jahren etabliert und basiert auf der Means-End-Chain-Theorie.